# Wycombe District
Wycombe District var mellan 1974 och 2020 ett distrikt i Storbritannien. Det låg i grevskapet Buckinghamshire i riksdelen England, i den södra delen av landet, 50 km väster om huvudstaden London. Distriktet hade 171 644 invånare (2011). Arean var 325 kvadratkilometer.
Den 1 april 2020 blev det en del av den nya enhetskommunen Buckinghamshire.